# Sergio Santos Hernández
Sergio Santos Hernández (Bahía Blanca, 1 de noviembre de 1963) es un entrenador de básquetbol argentino y actualmente dirige al Flamengo en el Novo Basquete Brasil.

## Carrera
Hernández comenzó dirigiendo al club Villa Mitre de Bahía Blanca Sus primeros títulos de fueron en las temporadas 1999-2000 y 2000-01, al frente de Estudiantes de Olavarría. Con este mismo club, ganó sus primeros títulos internacionales: La Liga Sudamericana de Clubes 2001 y el Campeonato Panamericano de Clubes 2000.
En 2003 pasó a Boca Juniors, club en el que obtuvo la Liga Nacional 2003-04, además del Campeonato Sudamericano de Clubes Campeones de 2004, la Copa Argentina de 2003 y 2004 y el Torneo Top 4 de 2004.
Desde junio de 2007, Hernández, bajo la nueva posibilidad de que un director técnico de selección nacional puede trabajar 'part-time' y dirigir un equipo aparte de la selección, fue contratado por el club  Peñarol de Mar del Plata, en donde participó en cinco torneos durante la temporada 2007-2008 y logró el primer puesto en la Liga de las Américas.
Desde 2005 hasta 2010, fue entrenador de la Selección argentina que finalizó en cuarto lugar en el Campeonato Mundial 2006 disputado en Japón y que obtuvo la medalla de oro en el FIBA Diamond Ball 2008 y la medalla de bronce en los Juegos Olímpicos de Pekín 2008.
"Oveja", como es conocido, obtuvo numerosos logros en la Liga Nacional y en otros torneos. Desde 2007 es el primer entrenador argentino en ganar todos los campeonatos posibles, tanto nacionales como continentales. En total ostenta 20 títulos en clubes y dos con la Selección argentina. 
En 2014 había sido contratado por Atenienses de Manatí de la Liga de Puerto Rico pero por un problema de visado no pudo ponerse al frente del plantel.
En 2015 volvió a ser designado entrenador de la Selección argentina que logró la clasificación a los Juegos Olímpicos de Río de Janeiro 2016 luego de obtener el segundo puesto en el Campeonato FIBA Américas del mismo año.
Además de dirigir a la Selección nacional, en 2015 firmó un contrato con Peñarol de Mar del Plata para conducir al club milrrayitas en lo que fue su segundo ciclo en el equipo.
En 2018, se desempeñó como conductor del programa de televisión Entrenadores, un ciclo donde entrevistó a los grandes entrenadores del deporte argentino. El programa se emitió por DeporTV y el portal Cont.ar.
En 2019, condujo a la Selección argentina que ganó la medalla de oro en los Juegos Panamericanos de Lima. Este fue el segundo título oficial para Hernández a cargo de la Selección. Además, ese mismo año alcanzó la final en el Campeonato del Mundo.
El 3 de noviembre de 2020, se hace oficial su contratación por el Casademont Zaragoza de la Liga Endesa, hasta el final de la temporada, para sustituir a Diego Ocampo. Entrenó al Casademont Zaragoza hasta el 17 de abril de 2021, cuando anunció su dimisión por motivos personales.
En 2023 llega a Leones de Ponce en lo que sería su primera experiencia en la Liga de Puerto Rico. En su staff técnico contaba con nombres reconocidos como Carlos "Coach C" Morales, Toñito Colón y Carlos Rivera. Abandono su cargo luego de 7 victorias en 18 encuentros.Carlos Morales lo reemplazaría y Oveja queda en el club en la figura de asesor.
Para la temporada 2023-24 Oveja vuelve a Leones con el mismo staff, sumando a Gabriel Piccato y Angel Daniel Vassallo. Dejó su lugar luego de dos partidos, Carlos Rivera fue su reemplazante.
En 2024 arriba a México como entrenador asociado de Carlos Rivera en Halcones Rojos Veracruz. Su rol era hacerse cargo de la pretemporada del equipo mexicano hasta que Carlos Rivera terminara su participación con Leones de Ponce y luego formaría parte del staff. Finalizó su temporada, quedando afuera de la etapa de playoffs.
Como entrenador de Flamengo se consagró campeón de la Liga de Campeones de las Américas 2024-25 venciendo en la final a Boca Juniors por 83-57.

## Trayectoria
| Temporada | Equipo                              | País        | Liga        |
| --------- | ----------------------------------- | ----------- | ----------- |
| 1992-93   | Sport Club Cañadense                | Argentina   | LNB         |
| 1993-94   | Sport Club Cañadense                | Argentina   | LNB         |
| 1994-95   | Sport Club Cañadense                | Argentina   | LNB         |
| 1995-96   | Deportivo Roca                      | Argentina   | LNB         |
| 1996-97   | Deportivo Roca                      | Argentina   | LNB         |
| 1997-98   | Club de Regatas San Nicolás         | Argentina   | LNB         |
| 1998-99   | Estudiantes de Olavarría            | Argentina   | LNB         |
| 1999-00   | Estudiantes de Olavarría            | Argentina   | LNB         |
| 2000-01   | Estudiantes de Olavarría            | Argentina   | LNB         |
| 2001-02   | Estudiantes de Olavarría            | Argentina   | LNB         |
| 2002-03   | Alerta Cantabria Lobos              | España      | LEB Bronce  |
| 2003-04   | Boca Juniors                        | Argentina   | LNB         |
| 2004-05   | Boca Juniors                        | Argentina   | LNB         |
| 2007-08   | Peñarol de Mar del Plata            | Argentina   | LNB         |
| 2008-09   | Peñarol de Mar del Plata            | Argentina   | LNB         |
| 2009-10   | Peñarol de Mar del Plata            | Argentina   | LNB         |
| 2010-11   | Peñarol de Mar del Plata            | Argentina   | LNB         |
| 2011-12   | Peñarol de Mar del Plata            | Argentina   | LNB         |
| 2012-13   | Peñarol de Mar del Plata            | Argentina   | LNB         |
| 2013-14   | UniCEUB/BRB/Brasília                | Brasil      | NBB         |
| 2014-15   | Piratas de Quebradillas             | Puerto Rico | BSN         |
| 2015-16   | Peñarol de Mar del Plata            | Argentina   | LNB         |
| 2020-21   | Casademont Zaragoza                 | España      | Liga Endesa |
| 2022-24   | Leones de Ponce                     | Puerto Rico | BSN         |
| 2024      | Halcones Rojos Veracruz (asistente) | México      | LNBP        |
| 2025      | Flamengo                            | Brasil      | NBB         |

## Palmarés

### En clubes

#### Campeonato Nacionales
| Título                   | Equipo                   | País      | Año     |
| ------------------------ | ------------------------ | --------- | ------- |
| Liga Nacional de Básquet | Estudiantes de Olavarría | Argentina | 1999-00 |
| Liga Nacional de Básquet | Estudiantes de Olavarría | Argentina | 2000-01 |
| Copa Argentina           | Boca Juniors             | Argentina | 2003    |
| Liga Nacional de Básquet | Boca Juniors             | Argentina | 2003-04 |
| Copa Argentina           | Boca Juniors             | Argentina | 2004    |
| Torneo Top 4             | Boca Juniors             | Argentina | 2004    |
| Copa Desafío             | Peñarol de Mar del Plata | Argentina | 2007    |
| Torneo Súper 8           | Peñarol de Mar del Plata | Argentina | 2009    |
| Liga Nacional de Básquet | Peñarol de Mar del Plata | Argentina | 2009-10 |
| Copa Argentina           | Peñarol de Mar del Plata | Argentina | 2010    |
| Torneo Súper 8           | Peñarol de Mar del Plata | Argentina | 2011    |
| Liga Nacional de Básquet | Peñarol de Mar del Plata | Argentina | 2010-11 |
| Liga Nacional de Básquet | Peñarol de Mar del Plata | Argentina | 2011-12 |

#### Campeonatos internacionales
| Título                            | Equipo                   | País      | Año     |
| --------------------------------- | ------------------------ | --------- | ------- |
| Campeonato Panamericano           | Estudiantes de Olavarría | Argentina | 2000    |
| Liga Sudamericana                 | Estudiantes de Olavarría | Argentina | 2001    |
| Campeonato Sudamericano           | Boca Juniors             | Argentina | 2004    |
| Liga de las Américas              | Peñarol de Mar del Plata | Argentina | 2007-08 |
| Liga de las Américas              | Peñarol de Mar del Plata | Argentina | 2009-10 |
| Torneo Interligas                 | Peñarol de Mar del Plata | Argentina | 2010    |
| Torneo Interligas                 | Peñarol de Mar del Plata | Argentina | 2012    |
| Liga Sudamericana                 | Uniceub/BRB              | Brasil    | 2013    |
| Liga de Campeones de las Américas | Flamengo                 | Brasil    | 2024-25 |

### En la Selección argentina
- 2006: Campeonato Mundial de Baloncesto, 4º puesto.
- 2007: Juegos Panamericanos de 2007, 4º puesto.
- 2007: Campeonato FIBA Américas, 2º puesto.
- 2008: FIBA Diamond Ball, campeón.
- 2008: Juegos Olímpicos de Beijing 2008, 3º puesto.
- 2015: Campeonato FIBA Américas, 2º puesto.
- 2016: Juegos Olímpicos de Río de Janeiro 2016, 8º puesto.
- 2017: Campeonato FIBA Américas, 2º puesto.
- 2019: Juegos Panamericanos de 2019, campeón.
- 2019: Campeonato Mundial de Baloncesto, 2º puesto.

### Menciones
- Elegido Entrenador del Año de la LNB 1992-93, 2000-01 y 2001-02.
- Entrenador con más partidos disputados en Liga Nacional de Básquet (más de 1000).
- Entrenador con más victorias en Liga Nacional de Básquet (618).
- Elegido para entrenar en el Juego de las Estrellas de la LNB en 2000, 2001, 2002, 2004, 2005, 2006, 2007, 2008, 2009, 2011, 2012, 2013.
- Nombrado entrenador de la Selección argentina desde marzo de 2005 hasta 2010, cuando asumió como asistente de Julio Lamas.
- Ganador del Premio Konex como uno de los 5 mejores Directores Técnicos de la última década en Argentina.

## Estadísticas

### Récord en Argentina
Temporada regular
502V – 302 D 
Playoffs 
116 V – 66 D 
Total
618 V – 368 D

### Récord en España
Temporada regular
9 V - 6 D 
Playoffs
2 V - 3 D 
Total
11 V - 9 D